# Albury Airport
Albury Airport is een kleine regionale luchthaven, die is gevestigd vlak bij de Australische stad Albury.

## Maatschappijen en bestemmingen
| Luchtvaart maatschappij | Bestemmingen      |
| ----------------------- | ----------------- |
| Brindabella Airlines    | Canberra          |
| QantasLink              | Sydney            |
| Regional Express        | Melbourne, Sydney |
| Virgin Blue             | Sydney            |